# NGC 4640
NGC 4640 este o galaxie lenticulară situată în constelația Fecioara. A fost descoperită în 17 aprilie 1887 de către Lewis A. Swift.